# Alice Neelová
Alice Neelová‎ (28. ledna 1900, Merion Square, Pensylvánie – 13. října 1984, New York) byla americká malířka známá svými expresionistickými portréty přátel, rodiny a dalších osobností. Figurativnímu malířství se věnovala v době, kdy se přednost dávala abstrakci, a za svou práci začala získávat uznání až po roce 1970. Byla uznávána jako jedna z největších amerických malířek dvacátého století, i když v Evropě nebyla příliš známá. Celosvětové pozornosti se jí dostalo až počátkem 21. století.
Byla jednou z nejradikálnějších malířek 20. století – prosazovala sociální spravedlnost a držela se dlouhodobého závazku k humanistickým principům, které inspirovaly její umění i život. Nikdy se nenechala omezovat konvencemi, po celý život prolamovala bariéry a stereotypy, ať už umělecké, společenské nebo sociální. Oslavovala svobodu žen vyjádřit svou nezávislost a být hrdá na svá těla, odsuzovala diskriminaci na základě pohlaví včetně práv gayů a rasismus vůči černochům a přistěhovalcům.

## Život
Otec George Washington Neel byl úředníkem na pensylvánské železnici. Alice byla čtvrtým z pěti dětí se třemi bratry a sestrou, nejstarší bratr zemřel v osmi letech na záškrt. V polovině roku 1900 se její rodina přestěhovala do venkovského města Colwyn v Pensylvánii. Po absolvování střední školy získala v roce 1918 úřednické místo ve státní správě a současně navštěvovala umělecké kurzy ve Filadelfii. V letech 1921–1925 studovala na Ženské škole designu a už během studia získala ocenění za své realistické malby ve stylu školy Ashcan. V roce 1924 se Neelová setkala na letním malířském kurzu s malířem Carlosem Enríquezem, synem prominentní kubánské rodiny. O rok později se vzali. Žili spolu na Kubě, kde se jim v prosinci 1926 narodila dcera Santillana. V Havaně byla Neelová přijata mezi avantgardní skupinu mladých spisovatelů, umělců a hudebníků. V březnu 1927 vystavovala se svým manželem a dalšími malíři kubánského hnutí Vanguardia na 12. salonu Bellas Artes. Téhož roku se manželé vrátili do Spojených států a usadili se v New Yorku. Měsíc před svými prvními narozeninami zemřela jejich dcera na záškrt. Trauma z této ztráty se trvale promítlo do její tvorby. Témata mateřství, ztráty a úzkosti prostupovala její prací po celou dobu kariéry. V listopadu 1928 se narodila druhá dcera Isabella Lillian (zvaná Isabetta). Na jaře 1930 Enriquez odjel do Havany a vzal s sebou i malou dceru. Slíbil Neelové, že spolu pojedou do Paříže, ale nakonec odjel sám, dceru nechal u svých rodičů na Kubě. Neelová se v New Yorku nervově zhroutila a pokusila se o sebevraždu. Téměř rok byla hospitalizována v psychiatrické léčebně. Její obrazy, které sloužily jako emocionální východisko pro traumatizující povahu jejího života, zobrazovaly strádající matky, děti a spolupacienty na psychiatrii; všechny byly zobrazeny ve zkresleném expresionistickém stylu. S pomocí svého umění se Neelová postupně uzdravila a v roce 1931 byla propuštěna. Po propuštění pobývala u přátel, kde se seznámila s námořníkem Kennethem Doolittlem a začali spolu žít v Greenwich Village. S manželem, který se později vrátil na Kubu, už se nikdy nesetkala, i když manželství formálně trvalo. Svou dceru Isabettu viděla už jen několikrát. Během jedné z těchto návštěv v roce 1934 namalovala svou šestiletou dceru nahou, což bylo zcela neobvyklé a provokativní.
Ve 30. letech 20. století se stala členkou Works Progress Administration, pro kterou malovala městské scény. Patřila do okruhu umělců a spisovatelů, kteří reagovali na Velkou hospodářskou krizi tím, že se začali zajímat o komunismus. V roce 1935 se Neelová sama stala členkou komunistické strany. V roce 1932 se zúčastnila společné open air výstavy, ale po protestech katolické církve byla nucena stáhnout svůj obraz Degenerovaná Madonna. Při té příležitosti se seznámila s Johnem Rothschildem a jejich přátelství vydrželo celý život. Společně s Josephem Solmanem se zapojila také do skupinových výstav sdružení expresionistických malířů The Ten. V prosinci 1933 se zapojila do vládou financovaného programu Public Works of Art Project (WPA). který umělcům poskytoval finanční zajištění. V prosinci 1934 se rozešla s Doolitlem, který ze vzteku spálil a rozřezal více než 300 jejích kreseb a obrazů. S podporou Johna Rotschilda si koupila malou chatu v Spring Lake v New Jersey, kam jezdila na letní pobyty po zbytek života. Přibližně v té době potkala José Santiago Negrona, zpěváka nočního klubu, který kvůli ní opustil svou ženu a malé dítě. Její portréty z 30. let zahrnovaly kromě přátel a jejich rodinných příslušníků také levicové spisovatele, umělce a odboráře. Příkladem portrétů z té doby jsou bohém a excentrik z Greenwich Village Joe Gould (1933) a spisovatelé Pat Whalen a Kenneth Fearing (1935). V obrazech z druhé poloviny třicátých let se vyjadřovala proti nastupujícímu fašismu (Nacisté vraždí Židy).
V roce 1938 se s Negronem přestěhovala čtvrti španělského Harlemu, aby se vymanila z vlivu umělecké kolonie. Začala malovat přistěhovalce z Latinské Ameriky a Portorika, kteří obývali tuto čtvrť, a pokračovala v portrétování svých levicově smýšlejících přátel. V květnu měla první samostatnou výstavu v galerii soudobého umění (Contemporary Arts) v New Yorku. Její obrazy odrážejí postavení člověka v současné civilizaci. V září se jí narodil syn Richard, ale Negron je oba v prosinci opustil a odešel za jinou ženou. Neelová navázala nový vztah s ženatým fotografem a komunistickým intelektuálem Samem Brodym, který trval téměř dvacet let. V září 1940 se jim narodil syn Hartley Stockton Neel. Během dalšího období učila dva roky na výtvarné škole a zúčastňovala se výstav. V roce 1959 se objevila dnes už klasickém krátkém filmu Pull My Daisy společně s dalšími umělci beatnické generace: Gregorym Corsem, Mary Frankovou, Allenem Ginsbergem, Jackem Kerouakem a Peterem Orlovskym.
V 60. letech se přestěhovala do Upper West Side a snažila se znovu začlenit do uměleckého světa. To vedlo k sérii dynamických portrétů umělců, kurátorů a majitelů galerií, mezi nimi Frank O’Hara, Andy Warhol a mladý Robert Smithson. V říjnu 1963 započala její dlouholetá spolupráce s galerií Graham, která zastupovala její tvorbu až do roku 1982. V roce 1964 Neelová začala dostávat roční stipendium 6000 dolarů od mecenášky Dr. Muriel Gardinerové, se kterou se seznámila prostřednictvím Johna Rothschilda. Tuto podporu dostávala až do své smrti. V roce 1965 podnikla se synem Hartleym cestu do Evropy, během níž navštívili Paříž, Řím Florencii a Madrid. V dubnu 1969 byla s Johnem Rotschildem v Sovětském svazu a koncem roku se synem Richardem a jeho rodinou ve Skandinávii. V roce 1970 navštívila Řecko a Afriku. V tomto období aktivně projevovala své občanské postoje na protestních akcích za práva žen a afroamerických umělců, proti válce ve Vietnamu. Namalovala několik portrétů nositele Nobelovy ceny Linuse Paulinga a jeho manželky. Její práce získaly větší uznání na konci 60. let se vzestupem feministického hnutí a vracející se popularitou figurativního umění.
V roce 1971 Neelová obdržela čestný doktorát v oboru výtvarného umění na Moore College of Art and Design ve Filadelfii. Po celá sedmdesátá léta Alice Neelová často vystavovala v Americe a v roce 1974 byla uspořádána velká retrospektivní výstava ve Whitney Museum of American Art v New Yorku. Začátkem roku 1976 byla jmenována členkou Americké akademie a institutu umění a literatury a získala cenu Mezinárodního roku žen jako uznání za mimořádný kulturní přínos a oddanost ženám a umění. V roce 1977 vytvořila s grafičkou Judith Solodkinovou své první grafiky, litografie a lepty. V roce 1978 se v galerii Graham konala retrospektivní výstava akvarelů a kreseb, první výstava věnovaná pracím na papíře.
30. ledna 1979 Alice Neelová spolu s Isabel Bishopovou, Louise Nevelsonovou a Georgií O’Keeffeovou získala cenu National Women’s Caucus for Art za mimořádný úspěch ve výtvarném umění.
Na podzim 1980 jí byla diagnostikována srdeční choroba a byl jí voperován kardiostimulátor. V únoru 1981 odjela s celou rodinou do Sovětského svazu, kde byla pořádána samostatná výstava jejích obrazů v Moskvě. V roce 1983 byla v USA vydána kniha Patricie Hillové Alice Neel, první plně ilustrovaná monografie o jejím díle a životě. Při rutinní zdravotní prohlídce na jaře 1984 u ní byla zjištěna rakovina tlustého střeva v pokročilém stádiu. Zemřela 13. října 1984 ve svém bytě v New Yorku. Podle svého přání byla pohřbena poblíž svého ateliéru ve Vermontu.
V roce 2000 u příležitosti stého výročí narození Alice Neelové zorganizovalo muzeum umění v Filadelfii velkou přehlídku její tvorby. Výstava se konala v pěti městech Spojených států amerických. Další retrospektivní výstava pod názvem Alice Neel:People Come First byla uspořádána v Metropolitním museu v New Yorku roku 2021.

## Dílo
Pro mě jsou lidé na prvním místě. Snažila jsem se prosadit důstojnost a věčnou hodnotu lidské bytosti.
Alice Neelová, 1950
Jako figurativní malířka tvořila díla charakteristická svým záměrným zkreslením, výraznými obrysy, expresivní štětcovou kresbou a nápaditým použitím barev. Barvy a linie používala k vyjádření energie a psychologického profilu portrétovaných. Její portrétní tvorba představuje průřez americkou společností 20. století. Obrazy aktivistů demonstrujících proti fašismu a rasismu se objevují vedle obrazů zbídačených obětí Velké hospodářské krize, stejně jako portréty sousedů ve španělském Harlemu, vůdců z celé řady politických organizací, queer umělců a performerů a newyorských přistěhovalců.
Ve 30. letech 20. století malovala erotické akvarely a pastely. Její realistická vyobrazení matek a malby nahých žen (některé z nich viditelně těhotné) svou upřímností a neuctivostí nemají v dějinách západního umění obdoby. Trvalým tématem po celou dobu kariéry Alice Neelové byla rodina. Malovala rodiny ve svém okolí, své vlastní děti, jak vyrůstaly, scény matek a dcer a v 60. a 70. letech několik nahých přátel a příbuzných v pozdním těhotenství se zaměřením na přeměnu těla – Těhotná Maria (1964), Těhotná Julie a Algis (1967), Těhotná Betty Homitzky (1968),Těhotná žena (1971), Margaret Evansová těhotná (1978). Už v roce 1930, kdy malovala Degenerovanou Madonnu Neelová odmítla idealizované představy o matce a dítěti, které byly katolickou církví interpretovány jako neposkvrněné početí. Její nahý autoportrét, namalovaný když jí bylo osmdesát let, se stal jedním z jejích nejznámějších děl.
Kromě figurativní malby jsou v jejím díle zastoupena i zátiší, městské scény a krajiny.

### Obrazy (výběr)
- Carlos Enríquez (1926) – portrét manžela, kubánského malíře
- Harlem River na Sedgwick Avenue (1928) – pohled na řeku Harlem z blízkosti jejího bytu na Sedgwick Avenue hraničí s abstrakcí

- Well Baby Clinic (1928–29) – scéna z místní porodnice s křičícími miminky a zoufalými matkami
- Degenerovaná madona (1930) – portrét poloodhalené ženy s miminkem na klíně a druhým dítětem zobrazeným z profilu vyjadřuje bolest a smutek
- Ethel Ashtonová (1930) – portrét kamarádky ze školy, akt odkrývající nedostatky ženského těla, oči vyjadřují pocit zranitelnosti a strachu
- John Gould (1933) – provokativní nahý portrét člena bohémské skupiny z Greenwich Village nesměl být až do roku 1973 veřejně vystavován
- Isabetta (1934–1935) – šestiletá dcera jako stojící akt
- Nacisté vraždí Židy (1936) – prvomájový průvod komunistů a socialistů, v popředí transparent upozorňující na antisemitismus nacistického režimu
- portrét Mildred Myers Olddenové (1937) – portrét sebevědomé, emancipované ženy v klobouku a s cigaretou[1]
- Španělská rodina (1943) – žena se třemi dětmi na obraze jsou příbuzní jejího milence José Negrona, upřímný vhled do psychologie modelů
- Rybí trh (1947) – zachycuje atmosféru uvnitř tržiště postaveného v New Yorku v roce 1936 v rámci projektu New Deal
- Smrt Matky Bloor (1951) – portrét komunistické funkcionářky Elly Reeve Bloorové na smrtelné posteli
- Dominikánští chlapci na 108. ulici (1955) – dva chlapci stojí před vchodem do domu
- Západ slunce, Riverside drive (1957) – krajina, nepříliš častý námět v díle Alice Neelové
- Dvě dívky, Spanish Harlem (1959) – dvojportrét dětí souseda Neelové ze španělského Harlemu
- Černý odvedenec (Black draftee James Hunter) (1965) – nedokončený portrét Afroameričana, povolaného do války ve Vietnamu, kterého po jednom sezení už nikdy neviděla a neznala jeho další osud
- Nancy a Olivia (1967) – obličej matky s malým dítětem na klíně vyjadřuje nejistotu a obavy z budoucnosti
- Andy Warhol (1970) – umělec sedí na židli, do půl těla odhalený. Velké jizvy na jeho hrudi jsou výsledkem pokusu o atentát v červnu 1968 a několika operací nutných k záchraně jeho života.
- Carmen a Judy (1972) – jedno z nejpůsobivějších pláten Neelové vyjadřující zranitelnost a osobní strádání. Žena tmavé pleti chce nakojit svou nemocnou dcerku.
- Černé lahve (1977) – zátiší s lahvemi alkoholu a mísou s ovocem v bytě na Upper West Side, kam se přestěhovala v roce 1962
- Margaret Evansová těhotná (1978) – sedící akt těhotné ženy, která očekává dvojčata a jejíž velké břicho je ústředním bodem plátna. Odraz v zrcadle může být vnímán jako budoucí podoba ve starším věku.
- Geoffrey Hendricks a Brian (1978) – portrét dvou homosexuálních přátel
- Autoportrét (1980) – celkový akt v době, kdy bylo Neelové 80 let. Stará žena s bílými vlasy a brýlemi sedí v křesle s modrobíle pruhovaným potahem, v ruce drží štětec